# Logan Ullrich
Logan Ullrich (20 de agosto de 2000) es un deportista neozelandés que compite en remo.
Participó en los Juegos Olímpicos de París 2024, obteniendo una medalla de plata en la prueba de cuatro sin timonel. Ganó una medalla de bronce en el Campeonato Mundial de Remo de 2023, en la prueba de cuatro sin timonel.

## Palmarés internacional
| Juegos Olímpicos   | Juegos Olímpicos  | Juegos Olímpicos  | Juegos Olímpicos   |
| Año                | Lugar             | Medalla           | Prueba             |
| ------------------ | ----------------- | ----------------- | ------------------ |
| 2024               | París (Francia)   | Medalla de plata  | Cuatro sin timonel |
| Campeonato Mundial |                   |                   |                    |
| Año                | Lugar             | Medalla           | Prueba             |
| 2023               | Belgrado (Serbia) | Medalla de bronce | Cuatro sin timonel |